# Centre de formation du Sporting Portugal
Maillots
Le centre de formation du Sporting Clube de Portugal est l'un des plus réputés du monde, et peut notamment se targuer d'avoir formé Luís Figo et Cristiano Ronaldo, tous les deux possesseur du Ballon d'or et titre de meilleur footballeur de l'année FIFA.
De tous les joueurs convoqués pour l'Euro 2012, toutes sélections confondues, le Sporting est le club qui compte le plus de joueurs issus de son centre de formation (dix joueurs), devançant ainsi la Masia du FC Barcelone (neuf joueurs).

## Joueurs célèbres formés par le Sporting
- Cristiano Ronaldo (217 sélections, 135 buts)
- Luís Figo (127 sélections, 32 buts)
- Nani (112 sélections, 24 buts)
- João Moutinho (107 sélections, 7 buts)
- Simão Sabrosa (85 sélections, 22 buts)
- Miguel (59 sélections, 1 but)
- Ricardo Quaresma (74 sélections, 9 buts)
- Rui Patrício (68 sélections)
- Paulo Futre (41 sélections, 6 buts)
- Miguel Veloso (45 sélections, 2 buts)
- Jorge Cadete (33 sélections, 5 buts)
- Nuno Valente (33 sélections, 1 but)
- Beto (31 sélections, 2 buts)
- Hugo Viana (28 sélections, 1 but)
- William Carvalho (40 sélections, 2 buts)
- Marco Caneira (25 sélections)
- Silvestre Varela (20 sélections, 4 buts)
- João Mário (33 sélections, 6 buts)
- José Fonte (28 sélections)
- Cédric Soares (15 sélections)
- Adrien Silva (14 sélections)
- Emílio Peixe (12 sélections)
- Carlos Xavier (10 sélections)
- Dani (9 sélections)
- André Martins (2 sélections)
- Gelson Martins (17 sélections)

Nombre de sélections actualisé au 15 janvier 2023.

## Academia Sporting
Située dans la ville d'Alcochete, l'Academia est le centre de toutes les activités de football du Sporting. Depuis sa création, c'est ici que s'entraîne les joueurs professionnels du Sporting, incluant également les sections directives, cliniques ou administratives.
D'un autre côté, l'Academia est l'école de formation du Sporting, offrant à ses jeunes joueurs des infrastructures de grande qualité pour s'épanouir et progresser, dans le but d'intégrer un jour l'équipe première. Inauguré en 2002, c'est le premier d'une telle taille (250 000 mètres carrés) et d'une telle qualité au Portugal. C'est une référence européenne, admirée par beaucoup, poussant la très connue chaîne de télévision américaine CNN à y effectuer un reportage en mars 2010. L'Academia est également la première et l'unique à avoir reçu la certification ISO 9001.
L'académie a été reconnue comme l'une des meilleurs du monde par Luiz Felipe Scolari (ancien sélectionneur national du Portugal) et José Pekerman (ancien sélectionneur national de l'Argentine).
Officiellement, son nom complet est désormais Academia Sporting/Puma en raison du partenariat du Sporting avec la marque Puma.
Sur son site officiel, le Sporting présente sa vision, sa mission et ses valeurs :
- Vision : Être reconnu comme le leader mondial de la formation de football.

- Mission : Produire des joueurs au plus haut niveau de compétition, capables d'intégrer l'équipe professionnelle du Sporting, promouvant une solide formation, basée sur des valeurs sportives, personnelles et sociales.

- Valeurs : Compétence, professionnalisme, esprit d'équipe, responsabilité, éthique et rigueur.

Le complexe d'entraînement du Sporting est d'une telle qualité que certains clubs y effectuent des stages, comme le Cercle Bruges KSV durant le mois de janvier 2013.

## Palmarès

### Compétitions nationales
- Championnat du Portugal de Juniores (-19 ans) (16)
  - Vainqueur : 1939, 1946, 1948, 1956, 1961, 1965, 1974, 1983, 1992, 1996, 2005, 2006, 2008, 2009, 2010, 2012
- Championnat du Portugal de Juvenis (-17 ans) (11)
  - Vainqueur : 1963, 1965, 1976, 1984, 1987, 1994, 1999, 2004, 2005, 2006, 2007
- Championnat du Portugal d'Iniciados (-15 ans) (12)
  - Vainqueur : 1983, 1984, 1987, 1992, 1993, 1994, 2003, 2004, 2006, 2008, 2013

### Compétitions européennes
- NextGen Series
  - 3e : 2012-2013
  - Quart de finaliste : 2011-2012
  - Bilan : 12 victoires, 1 match nul, 4 défaites (actualisé le 31/03/13 après Arsenal 1-3 Sporting)

#### NextGen Series 2011-2012
En 2011-2012, le Sporting CP participe à la première édition des NextGen Series qui est compétition de football similaire à la Ligue des champions mais réservée aux équipes de moins de 19 ans. Le Sporting fut l'unique représentant Portugais dans cette compétition. Après une phase de groupes remarquable (5 victoires, 1 match nul, 0 défaite) ponctué de deux larges victoires face aux jeunes de Liverpool (3-0 à Anfield, 5-1 au Portugal), le Sporting est éliminé en quart de finale contre le cours de jeu par l'Inter Milan (0-1), futur vainqueur de la compétition, laissant aux jeunes alors dirigés par Ricardo Sá Pinto un goût amer. Souvent adroit et 2e meilleur buteur de la compétition avec 6 buts inscrits, Betinho rata ce jour-là l'immanquable pour ce qui aurait pu être l'égalisation.
Phase de groupes :
- Liverpool 0-3 Sporting  (João Carlos, Betinho, Farley Rosa)
- Sporting 2-1 VfL Wolfsbourg  (Betinho, Carlos Chaby)
- Sporting 6-1 Molde FK  (Chaby, Medeiros, Betinho x2, Mané, Bruma)
- VfL Wolfsbourg 0-0 Sporting
- Molde FK 3-4 Sporting  (Fonseca, Guedes, Bruma x2)
- Sporting 5-1 Liverpool  (Ié, Chaby, Betinho x2, Etock)

Quart de finale :
- Sporting 0-1 Inter Milan

#### NextGen Series 2012-2013
L'équipe des moins de 19 ans du Sporting sera de nouveau l'unique équipe portugaise lors de l'édition 2012-2013 qui accueillera de nouveaux clubs comme le PSG, Arsenal, la Juventus, Manchester City ou l'Athletic Bilbao, tout en gardant ses cadors de la première édition comme le FC Barcelone, Liverpool, l'Inter Milan et bien d'autres.
Le tirage au sort a été effectué en juin 2012, le Sporting figure dans le groupe 4 en compagnie du Celtic, d'Aston Villa et du PSV Eindhoven.
Phase de groupes (groupe 4) :
- Sporting Clube de Portugal
- Celtic FC
- Aston Villa
- PSV Eindhoven
- 15 août 2012 :  Aston Villa 1-3 Sporting  (Edilino Ié, Carlos Mané, Tobias Figueiredo)
- 6 septembre 2012 :  Celtic FC 1-2 Sporting  (Iuri Medeiros, Luís Cortez)
- 26 septembre 2012 :  PSV Eindhoven 1-0 Sporting
- 24 octobre 2012 :  Sporting 4-2 PSV Eindhoven  (Cristian Ponde, Carlos Mané, Iuri Medeiros, Fellipe Veloso)
- 21 novembre 2012 :  Sporting 2-1 Celtic FC  (Carlos Mané, Iuri Medeiros)
- 28 novembre 2012 :  Sporting 1-5 Aston Villa  (Fellipe Santos)

Comme lors de la saison précédente, le Sporting termine premier de son groupe avec 12 points (4 victoires, 2 défaites).
Le Sporting fut aussi la meilleure attaque du groupe (12 buts) et l'une des meilleurs, tous groupes confondus.
Huitième de finale :
- 20 février 2013 :  Sporting 4-0 Liverpool  (Carlos Mané (2 buts), João Palhinha, Wilson Jancó)

Quart de finale :
- 20 mars 2013 :  Tottenham Hotspur 3-5 (a.p.) Sporting  (Betinho x2, Rúben Semedo, Alexandre Guedes, Fabrice Fokobo)

Demi-finale :
- 29 mars 2013 :  Aston Villa 3-1 Sporting  (Luka Stojanovic)

Finale pour la 3e place
- 31 mars 2013 :  Arsenal FC 1-3 Sporting  (Wilson Manafá, Ruben Semedo, Ricardo Esgaio)

## Effectif 2018-2019 Juniors (-19 ans)
Gardiens de but :
- Vladimir Stojković
- Pedro Silva
- José Marinheiro

Défenseurs :
- Guilherme Ramos
- Hugo Meira
- Ivanildo Fernandes
- João Serrano
- Jorge Silva
- Pedro Empis
- Gonçalo Araújo
- Bruno Wilson
- Bernardo Carlos

Milieux de terrain :
- Pedro Ferreira
- Francisco Aguilar
- Bubacar Djaló
- Diogo Barbosa
- Fábio Martins
- Rafael Barbosa
- Marco Barros

Attaquants :
- Ronaldo Tavares
- Bernardo Moura
- Matheus Pereira (a intégré l'équipe B du Sporting en cours de saison)
- Luís Elói
- Lisandro Semedo
- José Postiga (a intégré l'équipe B du Sporting en cours de saison)
- Bruno Pais
- José Correia
- Heriberto Tavares
- Neyl Guessous
- Felício Quiaque
- Arilton ébo

Entraîneur : José Lima.
Domingos Duarte, Francisco Geraldes, Gelson Martins, Guilherme Oliveira, João Palhinha et Rúben Ribeiro font partie de la dernière liste des joueurs convoqués avec l'équipe nationale du Portugal des -19 ans (pour le match de préparation face au Qatar le 19 mars 2014).